# Dark (Fernsehserie)/Episodenliste

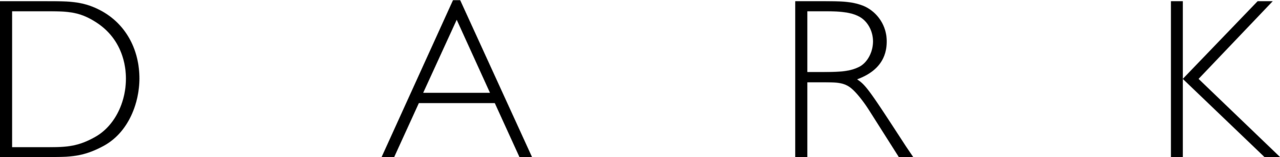
Logo zur Serie

Diese Episodenliste enthält alle Episoden der deutschen Fernsehserie Dark sortiert nach der deutschen Erstausstrahlung. Die Fernsehserie umfasst 3 Staffeln mit 26 Episoden.

## Übersicht
| Staffel | Episodenanzahl | Erstveröffentlichung |
| ------- | -------------- | -------------------- |
| 1       | 10             | 1. Dezember 2017     |
| 2       | 8              | 21. Juni 2019        |
| 3       | 8              | 27. Juni 2020        |

## Staffel 1
Die Episoden der ersten Staffel wurden am 1. Dezember 2017 weltweit auf Netflix per Streaming veröffentlicht.
| Nr. (ges.) | Nr. (St.) | Originaltitel                    | Regie         | Drehbuch                      |
| ---------- | --------- | -------------------------------- | ------------- | ----------------------------- |
| 1          | 1         | Geheimnisse                      | Baran bo Odar | Jantje Friese                 |
| 2          | 2         | Lügen                            | Baran bo Odar | Jantje Friese & Ronny Schalk  |
| 3          | 3         | Gestern und Heute                | Baran bo Odar | Jantje Friese & Marc O. Seng  |
| 4          | 4         | Doppelleben                      | Baran bo Odar | Jantje Friese & Martin Behnke |
| 5          | 5         | Wahrheiten                       | Baran bo Odar | Jantje Friese & Martin Behnke |
| 6          | 6         | Sic mundus creatus est           | Baran bo Odar | Jantje Friese & Ronny Schalk  |
| 7          | 7         | Kreuzwege                        | Baran bo Odar | Jantje Friese & Marc O. Seng  |
| 8          | 8         | Was man sät, das wird man ernten | Baran bo Odar | Jantje Friese & Martin Behnke |
| 9          | 9         | Alles ist jetzt                  | Baran bo Odar | Jantje Friese & Marc O. Seng  |
| 10         | 10        | Alpha und Omega                  | Baran bo Odar | Jantje Friese & Ronny Schalk  |

## Staffel 2
Die Veröffentlichung der Episoden der zweiten Staffel fand am 21. Juni 2019 weltweit auf Netflix per Streaming statt.
| Nr. (ges.)                                                                               | Nr. (St.) | Originaltitel         | Regie         | Drehbuch                       |
| ---------------------------------------------------------------------------------------- | --------- | --------------------- | ------------- | ------------------------------ |
| 11                                                                                       | 1         | Anfänge und Enden     | Baran bo Odar | Jantje Friese & Daphne Ferraro |
| 12                                                                                       | 2         | Dunkle Materie        | Baran bo Odar | Jantje Friese & Ronny Schalk   |
| 13                                                                                       | 3         | Gespenster            | Baran bo Odar | Jantje Friese & Marc O. Seng   |
| 14                                                                                       | 4         | Die Reisenden         | Baran bo Odar | Jantje Friese & Martin Behnke  |
| 15                                                                                       | 5         | Vom Suchen und Finden | Baran bo Odar | Jantje Friese & Ronny Schalk   |
| 16                                                                                       | 6         | Ein unendlicher Kreis | Baran bo Odar | Jantje Friese & Martin Behnke  |
| 17                                                                                       | 7         | Der weiße Teufel      | Baran bo Odar | Jantje Friese & Marc O. Seng   |
| 18                                                                                       | 8         | Enden und Anfänge     | Baran bo Odar | Jantje Friese & Daphne Ferraro |
| Am 21. Juni 2019 wurden alle Folgen der Staffel gleichzeitig bei Netflix veröffentlicht. |           |                       |               |                                |

## Staffel 3
Im Mai 2019 wurde eine dritte Staffel der Serie durch Netflix in Auftrag gegeben. Die Veröffentlichung der dritten Staffel fand am 27. Juni 2020 weltweit auf Netflix per Streaming statt.
| Nr. (ges.)                                                                               | Nr. (St.) | Originaltitel      | Regie         | Drehbuch                     |
| ---------------------------------------------------------------------------------------- | --------- | ------------------ | ------------- | ---------------------------- |
| 19                                                                                       | 1         | Deja-vu            | Baran bo Odar | Jantje Friese                |
| 20                                                                                       | 2         | Die Überlebenden   | Baran bo Odar | Jantje Friese & Marc O. Seng |
| 21                                                                                       | 3         | Adam und Eva       | Baran bo Odar | Jantje Friese                |
| 22                                                                                       | 4         | Der Ursprung       | Baran bo Odar | Jantje Friese                |
| 23                                                                                       | 5         | Leben und Tod      | Baran bo Odar | Jantje Friese                |
| 24                                                                                       | 6         | Licht und Schatten | Baran bo Odar | Jantje Friese & Marc O. Seng |
| 25                                                                                       | 7         | Zwischen der Zeit  | Baran bo Odar | Jantje Friese                |
| 26                                                                                       | 8         | Das Paradies       | Baran bo Odar | Jantje Friese                |
| Am 27. Juni 2020 wurden alle Folgen der Staffel gleichzeitig bei Netflix veröffentlicht. |           |                    |               |                              |